# Nabi Amintaev
Nabi Aminovich Amintaev (en ruso: Аминтаев, Наби Аминович, tr.: Nabi Aminovich Amintaev); fue un paracaidista de pruebas militar nacido en La República de Daguestán, Imperio Ruso, en 1908 y fallecido en acto de servicio en la antigua URSS en el año 1945).

## Biografía laboral y paracaidística
Nació en el pueblo de Kumuj Lak, Daguestán.
Se enroló en el Ejército Rojo y, con el tiempo, llegó a ser designado jefe adjunto de la sección de Tropas Aerotransportadas en la Academia Militar de Zhukovsky.
Durante sus 12 años de servicio militar impulsó el desarrollo y doctrina de empleo de las VDV (Fuerzas Aerotransportadas Soviéticas).
Antes de la Gran Guerra Patria estableció 4 récords mundiales de altitud de salto con paracaídas y realizó diversas pruebas de equipos para tropas aerotransportadas; fue designado, junto con Vasily Romanyuk para los saltos de pruebas del Dispositivo de Apertura Automática PPD-1 diseñado por los Hermanos Doronin.
Durante la invasión alemana de la Unión Soviética participó en operaciones de desembarco aéreo tras las líneas enemigas.
Murió trágicamente el 28 de agosto de 1945 durante un salto de prueba a 13000 metros de un nuevo tipo de paracaídas para saltar desde la estratosfera. Era su salto número 1646.
El Héroe de la URSS, Coronel Magomed Fadzhiev y Amintaev fueron los primeros combatientes de la República de Daguestán en recibir la Orden de Lenin.

## Premios
- Orden de Lenin
- Orden de la Estrella Roja
- Maestro del Deporte en Paracaidismo de la URSS
- Orden de la Guerra Patria
- Diversas medallas adicionales